# Patrick Leonetti
Pour les articles homonymes, voir Leonetti.
Patrick Leonetti, né le 3 octobre 1969 à Ajaccio, est un footballeur professionnel français reconverti en entraîneur.

## Biographie

### Joueur

#### En club
Figure emblématique et capitaine du Gazélec Football Club Ajaccio des années 1990, il débute dans l'équipe lors de la saison de  D2 1990-1991.
Parti un temps à la suite de la relégation en 1993, il rentre pour la saison 1996-1997 de national et fera partie de la belle aventure de 1998-1999 ou le Gazélec logiquement promu en D2 s'y est vu refuser l'accès à cause de l'article 131 du règlement de la FFF interdisant d'avoir deux clubs professionnels dans une même ville de moins de 100 000 habitants (l'AC Ajaccio évoluant déjà en division 2). 
En mai 2001, sous l'impulsion de Jean-Michel Cavalli déjà son entraineur à Ajaccio, il signe au Racing Club de France, toujours en National.
Le club est relégué administrativement à la fin de la saison, il revient alors au Gazélec.

#### En sélection
Le 30 août 1992, il honore sa première sélection avec la Corse. La Squadra Corsa tient alors la Juventus en échec 0-0.

### Entraîneur
Pour la saison 2004-2005, il est l'entraîneur de l'équipe réserve du GFC Ajaccio. 
Pour sa première expérience d'entraîneur il finira champion de division d'honneur et accédera au championnat national. 
La saison suivante, il prend la suite de Baptiste Gentili alors entraineur de l'équipe première en National 1. L'équipe est en grosse difficulté à la trêve hivernale avec un nombre important de points de retard sur le premier non relégable. Malgré un beau parcours sur les matchs retours l'équipe n'arrivera pas à se sauver.
Il échoue ensuite à la remontée en National, en finissant successivement 4eme puis 3eme et 2eme ,l'équipe réalise néanmoins quelques beaux éclats en Coupe de France.
Il quitte ses fonctions en juin 2010.
Peu de temps après, il devient l'entraîneur de la réserve de AC Ajaccio, tout juste reléguée en Division d'Honneur, et dont l'objectif est la remontée immédiate.
Une mission réussie puisque l'équipe est sacrée championne de Corse après un mano a mano avec le CA Propriano.
Depuis, il entraîne l'équipe réserve en National 3 et occupe le poste de directeur général de l’aca.
Ce parcours est entrecoupé d'un passage à l'Olympique de Marseille pour la saison 2018/2019 avec la responsabilité des U19 Nationaux avant de devenir entraîneur de l'équipe réserve en National 2 puis à la suite du licenciement de rudi Garcia il dirigea l’équipe première au côté de Nasser Larguet durant 7 matchs.

## Palmarès et statistiques
- 137 matchs de Ligue 2 comme joueur au GFC Ajaccio
- 121 matchs de National 1 comme joueur au GFC Ajaccio et RC Paris
- 66 matchs de D3 comme joueur au Niort
- 3 fois 1/4e de finaliste de la coupe de France
- 7 fois 1/8e de finaliste de la coupe de France
- 12 fois 1/16e finaliste de la coupe de France
- Champion de Corse 2002  comme entraîneur de la réserve de GFC Ajaccio
- Champion de Corse 2010  comme entraîneur de la réserve de l'AC Ajaccio